# Ral·li de Zlín

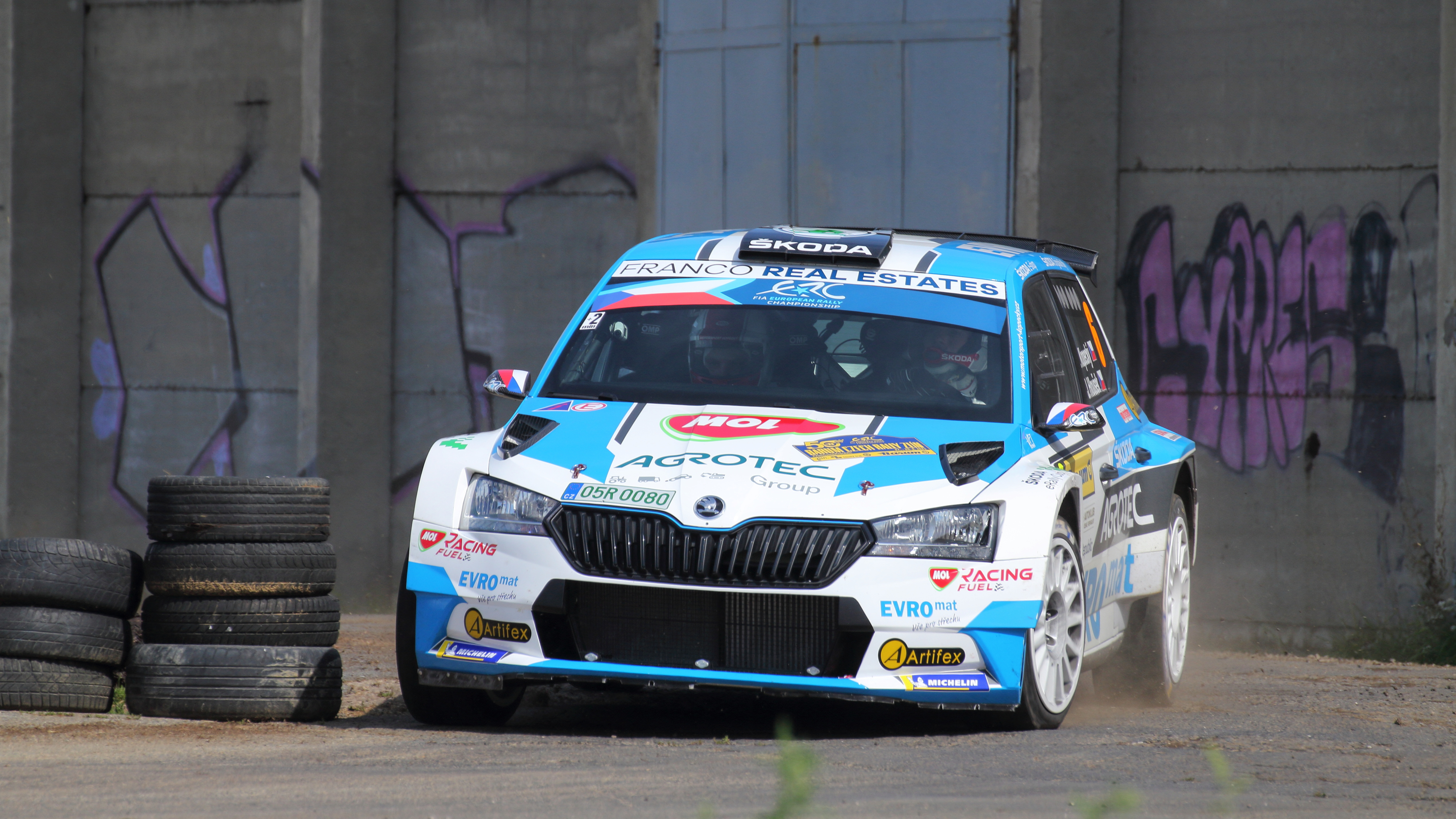
Jan Kopecký amb un Škoda Fabia al Ral·li de Zlín de 2021.

El Ral·li de Zlín, oficialment Barum Czech Rally Zlín, és una carrera de ral·li que es disputa anualment, des de 1971, entorn a la població de Zlín a la República Txeca. No obstant, degut a la seva proximitat geogràfica, en algunes edicions també s'ha disputat per carrteres d'Eslovàquia. Actualment es disputa únicament sobre trams d'asfalt, si bé amb anterioritat, aquesta prova era mixta i mesclava vies pavimentades amb vies de terra.
Totes les edicions de la prova han estat patrocinades per la marca de pneumàtics Barum, motiu pel qual el Ral·li de Zlín pràcticament és més conegut com a Ral·li Barum.
La prova ha estat puntuable per diferents campionats al llarg dels anys. Als anys 70 i 80 puntuava pel Campionat de Txecoslovàquia de Ral·lis i entre 1977 i 1980 per la Copa Mitropa. Posteriorment, també ha puntuat, depenent l'edició, pel Campionat d'Àustria i pel Campionat de la República Txeca. Des de 1984 és un ral·li puntuable pel Campionat d'Europa de Ral·lis i entre 2007 i 2009 ho va ser del Intercontinental Rally Challenge.
Clarament, el pilot amb major nombre de victòries és el pilot local Jan Kopecký, el qual ha guanyat aquest ral·li en onze ocasions, vuit de les quals de forma consecutiva.

## Palmarès
| Any  | Pilot                                             | Copilot                                           | Vehicle                                           | Ref   |
| ---- | ------------------------------------------------- | ------------------------------------------------- | ------------------------------------------------- | ----- |
| 1971 | Jan Halmazňa                                      | Kostruh                                           | Škoda 1100 MB                                     |       |
| 1972 | Vladimír Hubáček                                  | Ing. Vojtěch Rieger                               | Renault Alpine                                    |       |
| 1973 | Vladimír Hubáček                                  | Stanislav Minařík                                 | Renault Alpine                                    |       |
| 1974 | Wolfgang Hauck                                    | Willi Peter Pitz                                  | Porsche Carrera 911 SC                            |       |
| 1975 | Vladimír Hubáček                                  | Stanislav Minařík                                 | Renault Alpine                                    |       |
| 1976 | John Haugland                                     | Arild Antonsen                                    | Škoda 130RS                                       |       |
| 1977 | Václav Blahna                                     | Lubislav Hlávka                                   | Škoda 130RS                                       |       |
| 1978 | Ing. Jiří Šedivý                                  | Jiří Janeček                                      | Škoda 130RS                                       |       |
| 1979 | John Haugland                                     | Jan-Olof Bohlin                                   | Škoda 130RS                                       |       |
| 1980 | John Haugland                                     | Jan-Olof Bohlin                                   | Škoda 130RS                                       |       |
| 1981 | Antonio Zanussi                                   | Stefano Fachin                                    | Porsche Carrera 911 SC                            |       |
| 1982 | Gerhard Kalnay                                    | Ferdinand Hinterleitner                           | Opel Ascona 400                                   |       |
| 1983 | Ladislav Křeček                                   | Bořivoj Motl                                      | Škoda 130RS                                       |       |
| 1984 | Harald Demuth                                     | Willy Lux                                         | Audi 80 Quattro                                   |       |
| 1985 | Harald Demuth                                     | Emilio Radaelli                                   | Audi Quattro A2                                   |       |
| 1986 | Leo Pavlík                                        | Karel Jirátko                                     | Audi Quattro A2                                   |       |
| 1987 | Attila Ferjancz                                   | János Tandari                                     | Audi Coupé Quattro                                |       |
| 1988 | Franz Wittmann                                    | Jörg Pattermann                                   | Lancia Delta HF 4WD                               |       |
| 1989 | Franz Wittmann                                    | Jörg Pattermann                                   | Lancia Delta HF 4WD                               |       |
| 1990 | Mikael Sundström                                  | Juha Repo                                         | Mazda 323 4WD                                     |       |
| 1991 | Patrick Snijers                                   | Dany Colebunders                                  | Ford Sierra Cosworth 4x4                          |       |
| 1992 | Erwin Weber                                       | Manfred Hiemer                                    | Mitsubishi Galant VR-4                            |       |
| 1993 | Raimund Baumschlager                              | Klaus Wicha                                       | Ford Escort RS Cosworth                           |       |
| 1994 | Patrick Snijers                                   | Dany Colebunders                                  | Ford Escort RS Cosworth                           |       |
| 1995 | Enrico Bertone                                    | Massimo Chiapponi                                 | Toyota Celica Turbo 4WD                           |       |
| 1996 | Stanislav Chovanec                                | Henrich Kurus                                     | Ford Escort RS Cosworth                           |       |
| 1997 | Enrico Bertone                                    | Michal Kočí                                       | Toyota Celica 4WD                                 |       |
| 1998 | Enrico Bertone                                    | Michal Kočí                                       | Toyota Celica GT-Four                             |       |
| 1999 | Janusz Kulig                                      | Emil Horniaček                                    | Toyota Celica GT-Four                             |       |
| 2000 | Roman Kresta                                      | Jan Tománek                                       | Škoda Octavia WRC                                 |       |
| 2001 | Roman Kresta                                      | Jan Tománek                                       | Škoda Octavia WRC Evo.2                           |       |
| 2002 | Renato Travaglia                                  | Flavio Zanella                                    | Peugeot 206 WRC                                   |       |
| 2003 | Václav Pech                                       | Petr Uhel                                         | Ford Focus RS WRC 01                              |       |
| 2004 | Jan Kopecký                                       | Filip Schovánek                                   | Škoda Fabia WRC                                   |       |
| 2005 | Renato Travaglia                                  | Flavio Zanella                                    | Renault Clio S1600                                |       |
| 2006 | Roman Kresta                                      | Petr Gross                                        | Mitsubishi Lancer Evolution IX                    |       |
| 2007 | Nicolas Vouilloz                                  | Nicolas Klinger                                   | Peugeot 207 S2000                                 |       |
| 2008 | Freddy Loix                                       | Robin Buysmans                                    | Peugeot 207 S2000                                 |       |
| 2009 | Jan Kopecký                                       | Petr Starý                                        | Škoda Fabia S2000                                 |       |
| 2010 | Freddy Loix                                       | Frederic Miclotte                                 | Škoda Fabia S2000 Evo 2                           |       |
| 2011 | Jan Kopecký                                       | Petr Starý                                        | Škoda Fabia S2000 Evo 2                           |       |
| 2012 | Juho Hänninen                                     | Mikko Markkula                                    | Škoda Fabia S2000 Evo 2                           | [ 1 ] |
| 2013 | Jan Kopecký                                       | Pavel Dresler                                     | Škoda Fabia S2000                                 |       |
| 2014 | Václav Pech                                       | Petr Uhel                                         | Mini John Cooper Works S2000                      |       |
| 2015 | Jan Kopecký                                       | Pavel Dresler                                     | Škoda Fabia R5                                    |       |
| 2016 | Jan Kopecký                                       | Pavel Dresler                                     | Škoda Fabia R5                                    | [ 2 ] |
| 2017 | Jan Kopecký                                       | Pavel Dresler                                     | Škoda Fabia R5                                    |       |
| 2018 | Jan Kopecký                                       | Pavel Dresler                                     | Škoda Fabia R5                                    | [ 3 ] |
| 2019 | Jan Kopecký                                       | Pavel Dresler                                     | Škoda Fabia R5                                    |       |
| 2020 | Edició suspesa a causa de la pandèmia de covid-19 | Edició suspesa a causa de la pandèmia de covid-19 | Edició suspesa a causa de la pandèmia de covid-19 |       |
| 2021 | Jan Kopecký                                       | Jan Hloušek                                       | Škoda Fabia Rally2 evo                            | [ 4 ] |
| 2022 | Jan Kopecký                                       | Jan Hloušek                                       | Škoda Fabia Rally2 evo                            | [ 5 ] |
| 2023 | Jan Kopecký                                       | Jan Hloušek                                       | Škoda Fabia Rally2 evo                            | [ 6 ] |